# Kappelen (Szwajcaria)
Kappelen (fr. Chapelle) – gmina (niem. Einwohnergemeinde) w Szwajcarii, w kantonie Berno, w regionie administracyjnym Seeland, w okręgu Seeland. 

## Demografia
W Kappelen mieszka 1 420 osób. W 2020 roku 5,9% populacji gminy stanowiły osoby urodzone poza Szwajcarią.

## Transport
Przez teren gminy przebiegają autostrada A6 oraz drogi główne nr 6 i nr 235. Znajduje się tutaj również lotnisko Biel-Kappelen.